# Barbara Mettler
Barbara Mettler (* 30. Juni 1971 in Herisau) ist eine ehemalige Schweizer Skilangläuferin.

## Werdegang
Mettler, die für den SC Schwellbrunn startete, trat erstmals in der Saison 1987/88 in Erscheinung. Dabei errang sie bei den Schweizer Meisterschaften 1988 in Sparenmoos den sechsten Platz über 10 km klassisch. Bei den Schweizer Meisterschaften 1989 holte sie Silber mit der Staffel und bei den Schweizer Meisterschaften 1990 Bronze in der Verfolgung sowie Gold mit der Staffel. Im März 1990 gewann sie bei den Nordischen Junioren-Skiweltmeisterschaften in Les Saisies die Bronzemedaille mit der Staffel. Nach Platz drei jeweils über 5 km klassisch, 15 km klassisch und 30 km Freistil und Rang eins mit der Staffel bei den Schweizer Meisterschaften 1991 in Kandersteg belegte sie bei den Nordischen Skiweltmeisterschaften 1991 im Val di Fiemme den 23. Platz über 10 km Freistil, den 22. Rang über 10 km Freistil, den 21. Platz über 15 km klassisch und den zehnten Platz in der Staffel. Im März 1991 gewann sie bei den Nordischen Junioren-Skiweltmeisterschaften in Reit im Winkl die Silbermedaille über 15 km Freistil. Zu Beginn der Saison 1991/92 holte sie in Silver Star mit dem 13. Platz über 5 km klassisch ihre ersten Weltcuppunkte und erreichte tags darauf mit dem achten Platz in der Verfolgung ihr bestes Einzelergebnis im Weltcup. Im weiteren Saisonverlauf kam sie dreimal in die Punkteränge und errang damit den 17. Platz im Gesamtweltcup, was zugleich ihr bestes Gesamtergebnis ist. Bei den Schweizer Meisterschaften 1992 holte sie über 30 km Freistil ihren einzigen Einzeltitel. Zudem wurde sie dabei Dritte über 15 km klassisch und jeweils Zweite über 5 km klassisch und in der Verfolgung. Beim Saisonhöhepunkt, den Olympischen Winterspielen 1992 in Albertville, errang sie den 42. Platz in der Verfolgung und den 32. Platz über 5 km klassisch. In der folgenden Saison erreichte sie mit acht Platzierungen in den Punkterängen den 29. Platz im Gesamtweltcup. Ihre besten Resultate bei den Nordischen Skiweltmeisterschaften 1993 in Falun waren der 16. Platz über 30 km Freistil und der siebte Rang mit der Staffel. Im folgenden Jahr kam sie nach zweiten Plätzen bei den Schweizer Meisterschaften über 5 km klassisch, in der Verfolgung und über 30 km Freistil bei den Olympischen Winterspielen 1994 in Lillehammer auf den 41. Platz über 30 km klassisch, auf den 37. Rang über 5 km klassisch, auf den 30. Platz über 15 km Freistil und auf den 23. Platz in der Verfolgung. Zudem wurde sie dabei zusammen mit Sylvia Honegger, Silke Schwager und Brigitte Albrecht Fünfte in der Staffel. In den folgenden Jahren wurde sie bei den Schweizer Meisterschaften 1996 Dritte in der Verfolgung und Zweite über 15 km Freistil und bei den Schweizer Meisterschaften 1997 Dritte über 15 km Freistil. Ihr letztes Weltcuprennen absolvierte sie im Dezember 1997 in Davos, das sie auf dem 78. Platz über 15 km klassisch beendete.

## Erfolge

### Teilnahmen an Weltmeisterschaften und Olympischen Winterspielen

#### Olympische Winterspiele
- 1992 Albertville: 32. Platz 5 km klassisch, 42. Platz 10 km Verfolgung Freistil
- 1994 Lillehammer: 5. Platz Staffel, 23. Platz 10 km Verfolgung Freistil, 30. Platz 15 km Freistil, 37. Platz 5 km klassisch, 41. Platz 30 km klassisch

#### Nordische Skiweltmeisterschaften
- 1991 Val di Fiemme: 10. Platz Staffel, 21. Platz 15 km klassisch, 22. Platz 10 km Freistil, 23. Platz 30 km Freistil
- 1993 Falun: 7. Platz Staffel, 16. Platz 30 km Freistil, 23. Platz 15 km klassisch, 51. Platz 5 km klassisch

### Weltcup-Gesamtplatzierungen
| Saison  | Platz | Punkte |
| ------- | ----- | ------ |
| 1991/92 | 17.   | 19     |
| 1992/93 | 29.   | 84     |
| 1993/94 | 35.   | 42     |